# Karamokho Alfa

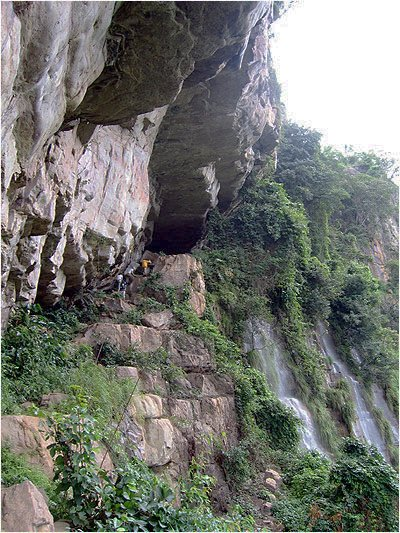
Cañón en el Futa Yallon.

Karamokho Alfa  (nombre natal Ibrahima Musa Sambeghu, a veces llamado Alfa Ibrahim; fallecido hacia 1751) fue un líder religioso del pueblo fulani que dirigió una yihad que creó el Imanato de Futa Yallon en la actual Guinea.  Esta fue una de las primeras yihad fulani que establecieron Estados musulmanes en África Occidental.
Alfa Ba, padre de Karamoko Alfa, formó una coalición de musulmanes fulani y convocó la yihad en 1725, pero murió antes de que comenzara la lucha. La yihad se inició hacia 1726-1727. Tras una victoria crucial y definitiva en Talansan, se estableció el Estado en una reunión de nueve ulemas fulbas que representaban cada uno a una de las provincias de Futa Yallon. Ibrahima Sambeghu, conocido como Karamokho Alfa, era el gobernante hereditario de Timbo y uno de los nueve ulemas. Fue elegido líder de la yihad. Bajo su liderazgo, Futa Jallon se convirtió en el primer Estado musulmán fundado por los fulani. A pesar de ello, Karamokho Alfa se vio limitado por los otros ocho ulemas. Algunos de ellos tenían más poder secular que Karamokho Alfa, que gobernaba directamente sólo el diwal de Timbo; por esta razón, el nuevo Estado fue siempre una confederación endeble. Karamoko Alfa gobernó el Estado teocrático hasta 1748, cuando sus excesivas devociones le causaron inestabilidad mental y Sori fue elegido líder de facto. Karamokho Alfa murió hacia 1751 y fue sucedido formalmente por Ibrahima Sori, su primo.

## Antecedentes
Futa Yallon es la región montañosa donde nacen los ríos Senegal y Gambia.
En el siglo XV, los valles estaban ocupados por agricultores de las etnias sosso y yalunka. Por esa época, los pastores fulani empezaron a instalarse en la región, apacentando su ganado en las mesetas. Al principio aceptaron pacíficamente una posición subordinada a los sosso y yalunka. 
Los pueblos fulani y mandinga se mezclaron hasta cierto punto, y los fulani, más sedentarios, llegaron a despreciar a sus parientes que practicaban la pastoricia.
En el siglo XVII, los europeos empezaron a establecer puestos comerciales en la costa de la Alta Guinea, estimulando un creciente comercio de pieles y esclavos. Los pastores fulani aumentaron sus rebaños para satisfacer la demanda de pieles. Empezaron a competir por la tierra con los agricultores y se interesaron por el rentable comercio de esclavos.  
Se vieron cada vez más influidos por sus socios comerciales musulmanes.
En el último cuarto del siglo XVII, el reformador zawaya Nasir al-Din lanzó una yihad para restaurar la pureza de la observancia religiosa en la región de Futa Toro, al norte. Obtuvo el apoyo del clan religioso torodbe contra los guerreros, pero en 1677 el movimiento había sido derrotado. Algunos de los torodbe emigraron al sur, a Bundu, y otros continuaron hacia el Futa Yallon. Los torodbe, parientes de los fulani del Futa Yallon, influyeron en ellos para que abrazaran una forma más militante del Islam.

## Yihad
La yihad se inició en torno a 1726 o 1727. El movimiento era principalmente religioso, y entre sus líderes se encontraban tanto mandingas como morabitos fulbani. La yihad también atrajo a algunos fulani que antes no eran musulmanes y que la asociaban no solo con el islam, sino con la liberación de los fulani de la subordinación a los mandingas. Otros fulanis no musulmanes y dirigentes yalunka no musulmanes se opusieron.
Según la tradición, Ibrahima Sori inició simbólicamente la guerra en 1727 destruyendo con su espada el gran tambor ceremonial del pueblo yalunka.
Posteriormente, los yihadistas obtuvieron una importante victoria en Talansan.
Una fuerza de 99 musulmanes derrotó a una fuerza no musulmana diez veces mayor, matando a muchos de sus oponentes. 
Tras esta victoria, se estableció el Estado en una reunión de nueve ulemas fulani, cada uno de los cuales representaba a una de las provincias de Futa Yallon. 
Ibrahima Sambeghu, que llegó a ser conocido como Karamokho Alfa, era el gobernante hereditario de Timbo y uno de los nueve ulemas. Fue elegido líder de la yihad. Tomó el título de almami, o el Imán. Bajo su liderazgo, Futa Yallon se convirtió en el primer Estado musulmán fundado por los fulani.
̟
Karamoko Alfa consiguió reclutar a grupos desfavorecidos, como bandas de jóvenes, proscritos y esclavos.
El primo materno de Karamokho Alfa era Maka Jiba, gobernante de Bundu, y ambos estudiaron en Fugumba con el famoso erudito Tierno Samba. Sin embargo, no hay constancia de la participación de Bundu en la yihad de Futa Yallón, quizá debido a los problemas internos de Bundu en aquella época, o quizá porque Maka Jiba no estaba muy interesado en la causa.
Aunque era un líder religioso inspirado, Karamoko Alfa no estaba cualificado como líder militar. Ibrahima Sori asumió este papel. 
Parte de la población se resistió a la conversión durante muchos años, sobre todo los pastores nómadas fulani. Temían, con razón, que los morabitos abusaran de su autoridad.

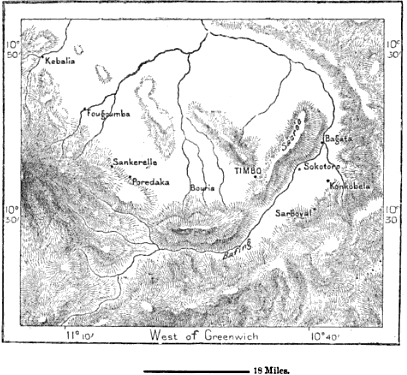
Timbo y las fuentes del Bafino - Fugumba al noroeste del mapa, Timbo a la derecha del centro.

## Gobernante
Karamokho Alfa estaba limitado por los otros ocho ulemas, cada uno de los cuales gobernaba su propia provincia, o diwal.
La estructura del nuevo Estado fulani tenía un almami a la cabeza, siendo Karamokho Alfa el primero, con su capital política en Timbo. 
Sin embargo, algunos de los otros Ulama tenían más poder secular que Karamokho Alfa, que gobernaba directamente sólo el diwal de Timbo.
La capital religiosa estaba en Fugumba, donde se reunía el consejo de los alama. El consejo actuaba como un fuerte freno al poder de los almami, y los ulemas conservaban mucha autonomía, por lo que el nuevo Estado siempre fue una federación poco rígida.}
Karamokho Alfa era conocido por su erudición islámica y su piedad. Respetaba los derechos de los antiguos «amos de la tierra»', diciendo que «era Alá quien los había establecido».
A pesar de esta sentencia, los imaes se reservaban el derecho de reasignar tierras, ya que las tenían en fideicomiso para el pueblo. En efecto, los propietarios existentes no fueron desplazados, pero ahora tenían que pagar azaque  como una forma de renta.
Karamoko Alfa gobernó el estado teocrático hasta 1748, cuando sus excesivas devociones le provocaron inestabilidad mental y Sori fue elegido líder de facto.

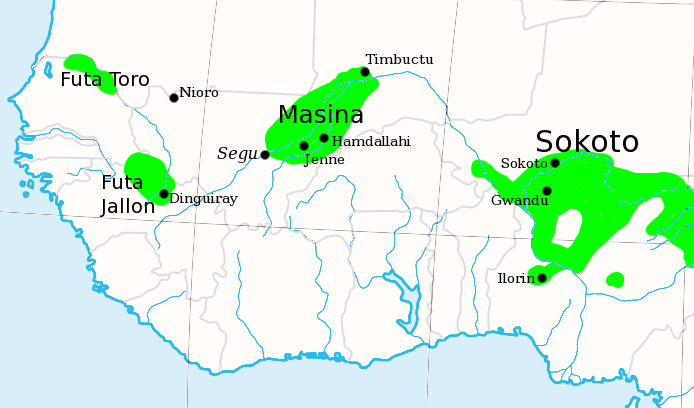
Estados de la yihad fulani hacia 1830 - Futa Yallon al oeste.

## Legado
Karamokho Alfa murió alrededor de 1751 y fue sucedido formalmente por Ibrahima Sori, su primo.
Ibrahima Sori Mawdo fue elegido tras el fracaso de Alfa Saliu, hijo de Karamoko Alfa, que era demasiado joven. Ibrahima Sori fue un agresivo comandante militar que inició una serie de guerras. Tras muchos años de conflicto, logró una victoria decisiva en 1776 que consolidó el poder del Estado fulani. La yihad había logrado sus objetivos e Ibrahim Sori asumió el título de almami.
Bajo Ibrahima Sori se vendían esclavos para obtener municiones necesarias para las guerras. Esto se consideraba aceptable siempre que los esclavos no fueran musulmanes. 
La yihad generó un valioso suministro de esclavos procedentes de los pueblos derrotados que pudo haber servido de motivo para nuevas conquistas.
La clase dirigente fulani se convirtió en rica propietaria y comerciante de esclavos. Se fundaron aldeas de esclavos, cuyos habitantes proporcionaban alimentos a sus amos fulani para usarlos o venderlos. En 2013, los fulani constituían el grupo étnico más numeroso de Guinea, con un 40% de la población, seguidos de los malinké (30%) y los sosso (20%).
A la yihad de Futa Yallon siguió una yihad en Futa Toro entre 1769 y 1776 dirigida por Sulayman Bal. La mayor de las yihads fulani fue dirigida por el erudito Usman dan Fodio y estableció el califato de Sokoto en 1808, que se extendía por lo que hoy es el norte de Nigeria. El Estado musulmán fulani de Masina se estableció al sur de Tombuctú en 1818.

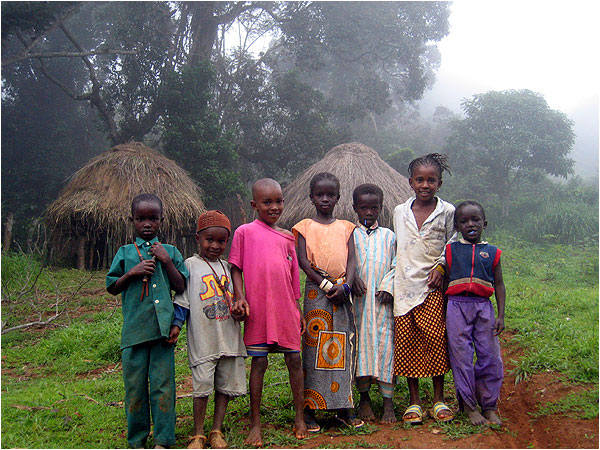
Niños en la aldea de Doucky en Futa Yallon en 2005.

Karamokho Alfa llegó a ser considerado un santo. Se cuenta la historia de un milagro que ocurrió más de cien años después de su muerte. El jefe de los Wassoulou, Kondé Buraima, abrió la tumba de Karamokho Alfa y cortó la mano izquierda del cadáver. La sangre manó de la muñeca cortada, provocando que Kondé Buraima huyera aterrorizado.